# ماسيمو تارانتينو
ماسيمو تارانتينو (بالإيطالية: Massimo Tarantino)‏ هو لاعب كرة قدم إيطالي في مركز الدفاع، ولد في 20 مايو 1971 في باليرمو في إيطاليا. لعب مع اتحاد بافيا لكرة القدم وإنتر ميلان ونادي بولونيا ونادي تريستينا ونادي كاتانيا ونادي كومو ونادي مونزا ونادي نابولي.